# Équipe de Tchécoslovaquie masculine de volley-ball
Cet article traite de l'équipe masculine. Pour l'équipe féminine, voir Équipe de Tchécoslovaquie féminine de volley-ball.
 (décembre 2024).
Si vous disposez d'ouvrages ou d'articles de référence ou si vous connaissez des sites web de qualité traitant du thème abordé ici, merci de compléter l'article en donnant les références utiles à sa vérifiabilité et en les liant à la section « Notes et références ».
L'équipe de Tchécoslovaquie de volley-ball masculin est l'équipe nationale qui représentait la Tchécoslovaquie dans les compétitions internationales de volley-ball féminin. Elle était gérée par la Fédération de Tchécoslovaquie de volley-ball. 
La sélection est active jusqu'à la dissolution de la Tchécoslovaquie en 1993. L'équipe de République tchèque de volley-ball (considérée comme son héritière) et l'équipe de Slovaquie de volley-ball sont alors créées.
L'équipe tchécoslovaque est championne du monde en 1956 et 1966, vice-championne olympique en 1964 et championne d'Europe en 1948, 1955 et 1958.

## Palmarès
- Jeux olympiques
  - Finaliste (1) : 1964
  - Troisième (1) : 1968

- Championnat du monde
  - Vainqueur (2) : 1956 et 1966[1]
  - Finaliste (4) : 1949, 1952, 1960, 1962

- Coupe du monde
  - Troisième (2) : 1965 et 1985

- Championnat d'Europe
  - Vainqueur (1) : 1948, 1955 et 1958
  - Finaliste (3) : 1950, 1967, 1971 et 1985